# Chesebrough Manufacturing Company
A Chesebrough Manufacturing Company era uma empresa petrolífera que produzia vaselina, que era comercializada com a marca Luxor. 
Foi fundado em 1859.  Robert Augustus Chesebrough, químico que fundou a empresa, estava interessado em comercializar derivados de petróleo para necessidades medicinais. Ele produziu a primeira vaselina refinando a cera de bastão por meio do uso de calor e filtração. Ele nomeou vaselina da língua alemã para água (Wasser) e da palavra grega para óleo (olion). A vaselina foi patenteada nos Estados Unidos em 1872 e na Inglaterra em 1877.

## História
Em 1870, Robert Chesebrough começou a vender um produto derivado de resíduos de petróleo, Vaseline Petroleum Jelly. A primeira fábrica de vaselina de Chesebrough foi em Perth Amboy, New Jersey. Em 1881, a Chesebrough Manufacturing começou a operar sob a Standard Oil. Com a divisão da Standard Oil em 1911, ela recuperou a independência. Locais de produção adicionais foram construídos em Pittsburgh, Pensilvânia, e em 1924, Londres, Inglaterra. A Chesebrough Manufacturing Company distribuiu seus produtos nos Estados Unidos e na Grã-Bretanha durante o início e meados do século XX. Seu escritório no Reino Unido ficava em 42 Holborn Viaduct. Foi listada na Bolsa de Valores de Nova York e agrupada com outras ações relacionadas ao petróleo, como Standard Oil e suas subsidiárias e Continental Oil. A empresa teve um recorde produtivo de ganhos e desembolsos de dividendos, mesmo com o início da Grande Depressão. Os ganhos aumentaram de $ 8,36 por ação em 1925 para $ 13,22 durante 1929. Em 31 de dezembro de 1940, a Chesebrough Manufacturing Company tinha ativos totais de $ 4.267.940 e passivos de $ 603.643. Em 1940, os danos causados a sua fábrica em Londres por um ataque aéreo da Segunda Guerra Mundial totalizaram US $ 50.000. A Chesebrough and Pond's Creams fundiu-se em junho de 1955 e, em 1987, a Chesebrough-Ponds foi adquirida pela empresa anglo-holandesa Unilever.